# Persone di nome Carlos
| Questa pagina contiene informazioni ricavate automaticamente dalle voci biografiche con l'ausilio del template Bio e di un bot. L'aggiornamento è periodico e automatico e ricostruisce completamente la pagina. Se manca una persona in questa lista, sei pregato di non aggiungerla, ma accertati piuttosto che la sua voce biografica contenga il template Bio e che i dati anagrafici siano correttamente compilati. Se il template Bio manca, inseriscilo tu stesso o, in alternativa, metti l'avviso {{tmp\|Bio}} che ne segnala la mancanza. Se i dati riportati sono sbagliati, correggi direttamente la voce biografica; le modifiche saranno visibili in questa lista entro pochi giorni. Per chiarimenti vedi il progetto antroponimi. La lista contiene solo le 1.132 persone che sono citate nell'enciclopedia e per le quali è stato implementato correttamente il template Bio. Pagina aggiornata al 6 ago 2025. |

Questa è una lista di persone presenti nell'enciclopedia che hanno il nome Carlos, suddivise per attività principale.

## Allenatori di calcio a 5(3)
- Carlos Alberto Felippsen, allenatore di calcio a 5 e ex giocatore di calcio a 5 brasiliano (São Leopoldo, n. 1955)
- Carlos Sánchez, allenatore di calcio a 5 e ex giocatore di calcio a 5 argentino (Buenos Aires, n. 1975)
- Carlos Sánchez, allenatore di calcio a 5 e ex giocatore di calcio a 5 spagnolo (Arganda del Rey, n. 1969)

## Allenatori di judo(1)
- Carlos Carbonell Pascual, allenatore di judo spagnolo (Alcoy, n. 1976)

## Allenatori di pallacanestro(3)
- Carlos Boismené, allenatore di pallacanestro argentino (n. 1938 - † 2017)
- Carlos Colinas, allenatore di pallacanestro e dirigente sportivo spagnolo (León, n. 1967)
- Carlos Rojas y Rojas, allenatore di pallacanestro peruviano (Lima, † 2007)

## Allenatori di pallavolo(1)
- Carlos Weber, allenatore di pallavolo e ex pallavolista argentino (Buenos Aires, n. 1966)

## Allenatori di tennis(3)
- Carlos Berlocq, allenatore di tennis e ex tennista argentino (Chascomús, n. 1983)
- Carlos Costa, allenatore di tennis e ex tennista spagnolo (Barcellona, n. 1968)
- Carlos Moyá, allenatore di tennis e ex tennista spagnolo (Palma di Maiorca, n. 1976)

## Altisti(1)
- Carlos Layoy, altista argentino (Paso de los Libres, n. 1991)

## Ammiragli(1)
- Carlos Alberto Lacoste, ammiraglio e politico argentino (Buenos Aires, n. 1929 - Buenos Aires, † 2004)

## Arbitri di calcio(12)
- Carlos Amarilla, arbitro di calcio paraguaiano (Asunción, n. 1970)
- Carlos Batres, ex arbitro di calcio guatemalteco (Città del Guatemala, n. 1968)
- Carlos Chandía, arbitro di calcio cileno (Chillán, n. 1964)
- Carlos Esposito, ex arbitro di calcio argentino (Buenos Aires, n. 1941)
- Carlos Clos Gómez, ex arbitro di calcio spagnolo (Saragozza, n. 1972)
- Carlos Nay Foino, arbitro di calcio argentino (n. 1918 - † 1989)
- Carlos Sérgio Rosa Martins, ex arbitro di calcio brasiliano (Porto Alegre, n. 1939)
- Carlos Silva Valente, arbitro di calcio portoghese (Setúbal, n. 1948 - † 2024)
- Carlos Manuel Torres, arbitro di calcio paraguaiano (Asunción, n. 1970)
- Carlos Velasco Carballo, ex arbitro di calcio spagnolo (Madrid, n. 1971)
- Carlos Vera, arbitro di calcio ecuadoriano (Manabí, n. 1976)
- Carlos del Cerro Grande, ex arbitro di calcio spagnolo (Alcalá de Henares, n. 1976)

## Architetti(5)
- Carlos Diehz, architetto e attore messicano (Città del Messico, n. 1971)
- Carlos Ferrater, architetto spagnolo (Barcellona, n. 1944)
- Carlos Mardel, architetto e ingegnere ungherese (Bratislava, n. 1695 - Lisbona, † 1763)
- Carlos Ott, architetto canadese (Montevideo, n. 1946)
- Carlos Pilo Boyl, architetto italiano (Sassari, n. 1785 - Cagliari, † 1859)

## Arcivescovi cattolici(8)
- Carlos Azpiroz Costa, arcivescovo cattolico argentino (Buenos Aires, n. 1956)
- Carlos Alberto Breis Pereira, arcivescovo cattolico brasiliano (São Francisco do Sul, n. 1965)
- Carlos Humberto Rodríguez Quirós, arcivescovo cattolico e religioso costaricano (San José, n. 1910 - San José, † 1986)
- Carlos Gouvêa Coelho, arcivescovo cattolico brasiliano (João Pessoa, n. 1907 - Recife, † 1964)
- Carlos Manuel Escribano Subías, arcivescovo cattolico spagnolo (Carballo, n. 1964)
- Carlos Alberto Etchandy Gimeno Navarro, arcivescovo cattolico brasiliano (Engenho Novo, n. 1931 - Niterói, † 2003)
- Carlos Garfias Merlos, arcivescovo cattolico messicano (Tuxpan, n. 1951)
- Carlos Alberto Sánchez, arcivescovo cattolico argentino (San Miguel de Tucumán, n. 1963)

## Arpisti(1)
- Carlos Salzedo, arpista, compositore e direttore d'orchestra statunitense (Arcachon, n. 1885 - Waterville, † 1961)

## Artisti marziali(1)
- Carlos Gracie, artista marziale brasiliano (Belém, n. 1902 - Petropolis, † 1994)

## Artisti marziali misti(2)
- Carlos Condit, artista marziale misto statunitense (Albuquerque, n. 1984)
- Carlos Newton, artista marziale misto canadese (Anguilla, n. 1976)

## Assassini seriali(1)
- Robledo Puch, serial killer argentino (Buenos Aires, n. 1952)

## Astronauti(1)
- Carlos Noriega, ex astronauta peruviano (Lima, n. 1959)

## Astronomi(4)
- Carlos Ulrrico Cesco, astronomo argentino (n. 1910 - † 1987)
- Carlos Leal, astronomo venezuelano (Carora)
- Carlos T. Martinez, astronomo statunitense
- Carlos Torres, astronomo cileno (n. 1929 - † 2011)

## Atleti paralimpici(2)
- Carlos Amaral Ferreira, ex atleta paralimpico portoghese (Mangualde, n. 1969)
- Carlos Conceição Lopes, ex atleta paralimpico portoghese (n. 1968)

## Attori(40)
- Carlos Alazraqui, attore e doppiatore statunitense (Yonkers, n. 1962)
- Carlos Areces, attore e fumettista spagnolo (Madrid, n. 1976)
- Carlos Bernard, attore statunitense (Evanston, n. 1962)
- Carlos Cuevas, attore spagnolo (Montcada i Reixac, n. 1995)
- Carlos Cámara Jr., attore venezuelano (Mérida, n. 1956)
- Carlos Eduardo Dolabella, attore brasiliano (Rio de Janeiro, n. 1937 - Rio de Janeiro, † 2003)
- Carlos Echevarría, attore argentino (Carcarañá, n. 1973)
- Karra Elejalde, attore e regista spagnolo (Vitoria-Gasteiz, n. 1960)
- Carlos Bardem, attore, scrittore e sceneggiatore spagnolo (Madrid, n. 1963)
- Carlos Gallardo, attore, produttore cinematografico e regista messicano (Ciudad Acuña, n. 1966)
- Carlos Gómez, attore statunitense (New York, n. 1960)
- Carlos Jacott, attore statunitense (n. 1967)
- Carlos Kaspar, attore argentino (n. 1965)
- Carlos Knight, attore statunitense (n. 1993)
- Carlos Larrañaga, attore spagnolo (Barcellona, n. 1937 - Malaga, † 2012)
- Carlos Leal, attore e rapper svizzero (Friburgo, n. 1969)
- Carlos McCullers II, attore statunitense (Harlem, n. 1996)
- Carlos Miranda, attore statunitense (San Francisco, n. 1984)
- Carlos Montalbán, attore messicano (Città del Messico, n. 1903 - New York, † 1991)
- Carlos Muñoz Arosa, attore spagnolo (Vigo, n. 1919 - Madrid, † 2005)
- Chuck Norris, attore, artista marziale e produttore televisivo statunitense (Ryan, n. 1940)
- Carlos Olalla, attore e scrittore spagnolo (Barcellona, n. 1957)
- Carlos Olivier, attore e medico venezuelano (Caracas, n. 1952 - Caracas, † 2007)
- Carlos Pena Jr., attore, cantante e ballerino statunitense (Columbia, n. 1989)
- Carlos Ponce, attore, doppiatore e musicista portoricano (San Juan, n. 1972)
- Carlos Alberto Riccelli, attore e regista brasiliano (San Paolo, n. 1946)
- Carlos Rivas, attore statunitense (El Paso, n. 1925 - Los Angeles, † 2003)
- Carlos Rivera, attore e cantante messicano (Huamantla, n. 1986)
- Carlos Romero, attore statunitense (Hollywood, n. 1927 - Ferndale, † 2007)
- Carlos Serrano, attore spagnolo (Alicante, n. 1989)
- Carlos Serrano-Clark, attore spagnolo (Barcellona, n. 1990)
- Carlos Thompson, attore e scrittore argentino (Santa Fe, n. 1923 - Buenos Aires, † 1990)
- Carlos Valdes, attore, musicista e compositore statunitense (Cali, n. 1989)
- Carlos Alberto Valles, attore spagnolo
- Carlos Vereza, attore brasiliano (Rio de Janeiro, n. 1939)
- Carlos Vieira, attore portoghese (Lisbona, n. 1970)
- Carlos Villarías, attore spagnolo (Cordova, n. 1892 - Los Angeles, † 1976)
- Carlos Zara, attore brasiliano (Campinas, n. 1930 - San Paolo, † 2002)
- Carlos de Austria, attore e cantante spagnolo (Cordova, n. 1978)
- Carlos Álvarez-Nóvoa, attore spagnolo (La Felguera, n. 1940 - Siviglia, † 2015)

## Avvocati(1)
- Carlos Menem, avvocato e politico argentino (Anillaco, n. 1930 - Buenos Aires, † 2021)

## Baritoni(1)
- Carlos Álvarez, baritono spagnolo (Malaga, n. 1966)

## Batteriologi(1)
- Carlos Chagas, batteriologo e igienista brasiliano (Oliveira, n. 1879 - Rio de Janeiro, † 1934)

## Batteristi(1)
- 6025, batterista e chitarrista statunitense

## Beati(1)
- Carlos Manuel Rodríguez Santiago, beato portoricano (Caguas, n. 1918 - Río Piedras, † 1963)

## Canoisti(3)
- Carlos Arévalo López, canoista spagnolo (n. 1993)
- Carlos Garrote, canoista spagnolo (Zamora, n. 1991)
- Carlos Pérez Rial, canoista spagnolo (Cangas, n. 1979)

## Canottieri(3)
- Carlos Branco, canottiere e pallanuotista brasiliano (Rio de Janeiro, n. 1898 - Rio de Janeiro, † 1972)
- Carlos Deltour, canottiere francese (Guadalajara, n. 1864 - Cambo-les-Bains, † 1920)
- Carlos Front, ex canottiere spagnolo (Amposta, n. 1980)

## Cantanti(10)
- Farruko, cantante portoricano (Bayamón, n. 1991)
- Carlos Gardel, cantante, attore e compositore francese (Tolosa, n. 1890 - Medellín, † 1935)
- Carlos Lyra, cantante, compositore e chitarrista brasiliano (Rio de Janeiro, n. 1933 - Rio de Janeiro, † 2023)
- Carlos Marín, cantante spagnolo (Rüsselsheim am Main, n. 1968 - Manchester, † 2021)
- Carlos Mendes, cantante e attore portoghese (Lisbona, n. 1947)
- Sech, cantante e produttore discografico panamense (Río Abajo, n. 1993)
- Camané, cantante portoghese (Oeiras, n. 1966)
- Carlos Rico, cantante argentino (Buenos Aires, n. 1944)
- Charlie Zaa, cantante colombiano (Girardot, n. 1974)
- Carlos do Carmo, cantante portoghese (Lisbona, n. 1939 - Lisbona, † 2021)

## Cantautori(2)
- Carlos Puebla, cantautore cubano (Manzanillo, n. 1917 - L'Avana, † 1989)
- Carlos Vives, cantautore, chitarrista e pianista colombiano (Santa Marta, n. 1961)

## Cardinali(10)
- Carlos Aguiar Retes, cardinale e arcivescovo cattolico messicano (Tepic, n. 1950)
- Carlos Amigo Vallejo, cardinale, arcivescovo cattolico e teologo spagnolo (Medina de Rioseco, n. 1934 - Guadalajara, † 2022)
- Carlos Borja Centellas y Ponce de León, cardinale spagnolo (Gandia, n. 1663 - Madrid, † 1733)
- Carlos Castillo Mattasoglio, cardinale e arcivescovo cattolico peruviano (Lima, n. 1950)
- Carlos Osoro Sierra, cardinale e arcivescovo cattolico spagnolo (Castañeda, n. 1945)
- Carlos Oviedo Cavada, cardinale e arcivescovo cattolico cileno (Santiago del Cile, n. 1927 - Santiago del Cile, † 1998)
- Carlos Jordán de Urriés y Pérez Salanova, cardinale spagnolo (Huesca - Roma, † 1420)
- Carlos Carmelo de Vasconcelos Motta, cardinale e arcivescovo cattolico brasiliano (Bom Jesus do Amparo, n. 1890 - Aparecida, † 1982)
- Carlos da Cunha e Menezes, cardinale e patriarca cattolico portoghese (Lisbona, n. 1759 - Lisbona, † 1825)
- Carlos María Javier de la Torre, cardinale e arcivescovo cattolico ecuadoriano (Quito, n. 1873 - Quito, † 1968)

## Cavalieri(1)
- Carlos Moratorio, cavaliere argentino (La Cruz, n. 1929 - Tandil, † 2010)

## Chitarristi(5)
- Carlos Alomar, chitarrista, compositore e arrangiatore statunitense (Ponce, n. 1951)
- Carlos Bonell, chitarrista inglese (Londra, n. 1949)
- Carlos Cavazo, chitarrista messicano (Città del Messico, n. 1957)
- Carlos Montoya, chitarrista e compositore spagnolo (Madrid, n. 1903 - Wainscott, † 1993)
- Carlos Santana, chitarrista e compositore messicano (Autlán de Navarro, n. 1947)

## Ciclisti su strada(16)
- Carlos Barbero, ex ciclista su strada spagnolo (Burgos, n. 1991)
- Carlos Barredo, ex ciclista su strada spagnolo (Oviedo, n. 1981)
- Carlos Alberto Betancur, ex ciclista su strada colombiano (Ciudad Bolívar, n. 1989)
- Carlos Canal, ciclista su strada e ciclocrossista spagnolo (Xinzo de Limia, n. 2001)
- Carlos Alberto Contreras, ex ciclista su strada colombiano (Manizales, n. 1973)
- Carlos Da Cruz, ex ciclista su strada e pistard francese (Beauvais, n. 1974)
- Carlos Echeverría, ex ciclista su strada spagnolo (Aramendía, n. 1940)
- Carlos Gálviz, ciclista su strada venezuelano (n. 1989)
- Carlos Hernández Bailo, ex ciclista su strada spagnolo (Barcellona, n. 1958)
- Carlos José Ochoa, ex ciclista su strada venezuelano (Caracas, n. 1980)
- Carlos Oyarzún, ciclista su strada cileno (Las Condes, n. 1981)
- Carlos Quintero, ex ciclista su strada e pistard colombiano (Villamaría, n. 1986)
- Carlos Rodríguez Cano, ciclista su strada spagnolo (Almuñécar, n. 2001)
- Carlos Sastre, ex ciclista su strada spagnolo (Madrid, n. 1975)
- Carlos Verona, ciclista su strada spagnolo (San Lorenzo de El Escorial, n. 1992)
- Carlos Zárate Fernández, ex ciclista su strada spagnolo (Puertollano, n. 1980)

## Compositori(5)
- Carlos Chávez, compositore e direttore d'orchestra messicano (Città del Messico, n. 1899 - Coyoacán, † 1978)
- Carlos d'Alessio, compositore argentino (Buenos Aires, n. 1935 - Parigi, † 1992)
- Carlos Guastavino, compositore argentino (Santa Fe, n. 1912 - Buenos Aires, † 2000)
- Carlos Saco, compositore e chitarrista peruviano (Callao, n. 1894 - Lima, † 1935)
- Carlos Surinach, compositore e direttore d'orchestra spagnolo (Barcellona, n. 1915 - New Haven, † 1997)

## Conduttori televisivi(1)
- Carlos Roberto Massa, conduttore televisivo, politico e dirigente d'azienda brasiliano (Águas de Lindóia, n. 1956)

## Criminali(2)
- Carlos Lehder, criminale colombiano (Armenia, n. 1949)
- Carlos José Robayo Escobar, criminale colombiano

## Danzatori(1)
- Carlos Acosta, ballerino, direttore artistico e coreografo cubano (L'Avana, n. 1973)

## Diplomatici(2)
- Carlos Magalhães de Azeredo, diplomatico, scrittore e poeta brasiliano (Rio de Janeiro, n. 1872 - Roma, † 1963)
- Carlos P. Rómulo, diplomatico, politico e generale filippino (Manila, n. 1898 - Manila, † 1985)

## Direttori d'orchestra(4)
- Carlos Di Sarli, direttore d'orchestra, compositore e pianista argentino (Bahía Blanca, n. 1903 - Buenos Aires, † 1960)
- Carlos Kalmar, direttore d'orchestra uruguaiano (Montevideo, n. 1958)
- Carlos Kleiber, direttore d'orchestra tedesco (Berlino, n. 1930 - Konjšica, † 2004)
- Carlos Miguel Prieto, direttore d'orchestra e direttore artistico messicano (Città del Messico, n. 1965)

## Dirigenti sportivi(7)
- Carlos Alfaro Moreno, dirigente sportivo e ex calciatore argentino (Buenos Aires, n. 1964)
- Carlos Babington, dirigente sportivo, allenatore di calcio e ex calciatore argentino (Buenos Aires, n. 1949)
- Carlos Bocanegra, dirigente sportivo e ex calciatore statunitense (Upland, n. 1979)
- Carlos Carneiro, dirigente sportivo e ex calciatore portoghese (Paços de Ferreira, n. 1975)
- Carlos da Silva, dirigente sportivo, ex calciatore e allenatore di calcio portoghese (Setúbal, n. 1984)
- Carlos Freitas, dirigente sportivo portoghese (Lisbona, n. 1966)
- Carlos Marchena, dirigente sportivo, allenatore di calcio e ex calciatore spagnolo (Siviglia, n. 1979)

## Disc jockey(2)
- CID, disc jockey statunitense
- DJ Sneak, disc jockey e produttore discografico portoricano (Porto Rico, n. 1969)

## Disegnatori(1)
- Carlos Latuff, disegnatore e vignettista brasiliano (Rio de Janeiro, n. 1968)

## Economisti(1)
- Carlos Geraldo Langoni, economista e banchiere brasiliano (Nova Friburgo, n. 1944 - Rio de Janeiro, † 2021)

## Egittologi(1)
- Carlos Blanco Pérez, egittologo, filosofo e orientalista spagnolo (Madrid, n. 1986)

## Filosofi(1)
- Carlos Steel, filosofo belga (Gand, n. 1944)

## Fisici(2)
- Carlos Fiolhais, fisico e saggista portoghese (Lisbona, n. 1956)
- Carlos Varsavsky, fisico e astrofisico argentino (Buenos Aires - † 1983)

## Francescani(1)
- Carlos Alberto Trovarelli, francescano argentino (Cinco Saltos, n. 1962)

## Fumettisti(7)
- Carlos Ezquerra, fumettista spagnolo (Ibdes, n. 1947 - † 2018)
- Carlos Giménez, fumettista spagnolo (Madrid, n. 1941)
- Carlos Gómez, fumettista argentino (Córdoba, n. 1964)
- Carlos Meglia, fumettista e illustratore argentino (Quilmes, n. 1957 - † 2008)
- Carlos Pacheco, fumettista spagnolo (San Roque, n. 1961 - La Línea de la Concepción, † 2022)
- Carlos Sampayo, fumettista argentino (Buenos Aires, n. 1943)
- Carlos Trillo, fumettista argentino (Buenos Aires, n. 1943 - Londra, † 2011)

## Generali(6)
- Carlos Manuel Arana Osorio, generale, politico e ambasciatore guatemalteco (Barberena, n. 1918 - † 2003)
- Carlos Francisco de Croix, generale spagnolo (Lilla, n. 1699 - Valencia, † 1786)
- Carlos Frederico Lecor, generale e politico portoghese (Lisbona, n. 1764 - Rio de Janeiro, † 1836)
- Carlos Prats, generale e politico cileno (Talcahuano, n. 1915 - Buenos Aires, † 1974)
- Carlos Humberto Romero, generale e politico salvadoregno (Chalatenango, n. 1924 - San Salvador, † 2017)
- Carlos A. Waite, generale statunitense (New York, n. 1797 - Plattsburgh, † 1866)

## Geografi(1)
- Gago Coutinho, geografo, aviatore e ufficiale portoghese (Lisbona, n. 1869 - Lisbona, † 1959)

## Ginnasti(1)
- Carlos Yulo, ginnasta filippino (Manila, n. 2000)

## Giocatori di baseball(10)
- Carlos Beltrán, ex giocatore di baseball portoricano (Manatí, n. 1977)
- Carlos Carrasco, giocatore di baseball venezuelano (Barquisimeto, n. 1987)
- Carlos Correa, giocatore di baseball portoricano (Ponce, n. 1994)
- Carlos González, giocatore di baseball venezuelano (Maracaibo, n. 1985)
- Carlos Lee, giocatore di baseball panamense (Aguadulce, n. 1976)
- Carlos Martínez, giocatore di baseball dominicano (San Felipe de Puerto Plata, n. 1991)
- Carlos Pezzullo, giocatore di baseball e allenatore di baseball venezuelano (Maracaibo, n. 1982)
- Carlos Richetti, giocatore di baseball dominicano (Villa Vásquez, n. 1983)
- Carlos Santana, giocatore di baseball dominicano (Santo Domingo, n. 1986)
- Carlos Torres, giocatore di baseball statunitense (Santa Cruz, n. 1982)

## Giocatori di calcio a 5(23)
- Carlos Barrón, giocatore di calcio a 5 spagnolo (Cordova, n. 1987)
- Chôco, ex giocatore di calcio a 5 brasiliano (Porto Alegre, n. 1971)
- Carlos Chaves, ex giocatore di calcio a 5 costaricano (n. 1980)
- Carlos Chilavert, ex giocatore di calcio a 5 e allenatore di calcio a 5 paraguaiano (Asunción, n. 1976)
- Carlos Clavero, ex giocatore di calcio a 5 uruguaiano (n. 1967)
- Toca, ex giocatore di calcio a 5 brasiliano (n. 1964)
- Carlos Dalcin, giocatore di calcio a 5 brasiliano (Carazinho, n. 1992)
- Carlos Danieli, ex giocatore di calcio a 5 brasiliano (Frederico Westphalen, n. 1977)
- Carlos Espíndola, giocatore di calcio a 5 brasiliano (Florianópolis, n. 1993)
- Carlos Espínola, giocatore di calcio a 5 paraguaiano (n. 1981)
- Ferrão, giocatore di calcio a 5 brasiliano (Chapecó, n. 1990)
- Tunha, giocatore di calcio a 5 portoghese (Lisbona, n. 1984)
- Carlos Alberto Garcia, ex giocatore di calcio a 5 brasiliano (Rio de Janeiro, n. 1961)
- Kaká, giocatore di calcio a 5 brasiliano (Serrana, n. 1987)
- Carlos Montovaneli, ex giocatore di calcio a 5 brasiliano (Maringá, n. 1973)
- Carlos Eduardo Moro, ex giocatore di calcio a 5 brasiliano (Chapecó, n. 1981)
- Carlos Mérida, ex giocatore di calcio a 5 guatemalteco (n. 1978)
- Carlos Navarro, ex giocatore di calcio a 5 spagnolo (n. 1966)
- Carlos Ortiz, ex giocatore di calcio a 5 spagnolo (Madrid, n. 1983)
- Carlos Peralta, ex giocatore di calcio a 5 paraguaiano (n. 1962)
- Carlos Henrique Ribeiro, giocatore di calcio a 5 brasiliano (San Paolo, n. 1985)
- Carlos Sanz, giocatore di calcio a 5 venezuelano (n. 1996)
- Carlos Ñáñez, giocatore di calcio a 5 colombiano (Cali, n. 1984)

## Giocatori di football americano(8)
- Alan Autry, ex giocatore di football americano, attore e politico statunitense (Shreveport, n. 1952)
- Carlos Basham Jr., giocatore di football americano statunitense (Roanoke, n. 1997)
- Carlos Carrasco Sanz, giocatore di football americano spagnolo (Madrid, n. 1997)
- Carlos Carson, ex giocatore di football americano statunitense (Lake Worth, n. 1958)
- Carlos Davis, giocatore di football americano statunitense (Blue Springs, n. 1996)
- Carlos Dunlap, giocatore di football americano statunitense (North Charleston, n. 1989)
- Carlos Hyde, giocatore di football americano statunitense (Cincinnati, n. 1991)
- Carlos Rogers, ex giocatore di football americano statunitense (Augusta, n. 1981)

## Giornalisti(5)
- Carlos Chiacchio, giornalista, scrittore e medico brasiliano (Januária, n. 1884 - Salvador, † 1947)
- Carlos Dávila, giornalista, diplomatico e politico cileno (Los Ángeles, n. 1887 - Washington, † 1955)
- Galvão Bueno, giornalista e conduttore radiofonico brasiliano (Rio de Janeiro, n. 1950)
- Carlos Monsiváis, giornalista, saggista e critico letterario messicano (Città del Messico, n. 1938 - Città del Messico, † 2010)
- Carlos Simon, giornalista e ex arbitro di calcio brasiliano (Braga, n. 1965)

## Giudici di tennis(2)
- Carlos Bernardes, ex giudice di tennis brasiliano (São Caetano do Sul)
- Carlos Ramos, giudice di tennis portoghese (Lisbona, n. 1971)

## Giuristi(1)
- Carlos Saavedra Lamas, giurista e politico argentino (Buenos Aires, n. 1878 - Buenos Aires, † 1959)

## Guerriglieri(1)
- Carlos Pizarro Leongómez, guerrigliero e politico colombiano (Cartagena de Indias, n. 1951 - Bogotà, † 1990)

## Hockeisti su pista(3)
- Carlos Coria, ex hockeista su pista e allenatore di hockey su pista argentino (San Juan, n. 1948)
- Carlos Lopez Chimino, ex hockeista su pista argentino (San Juan, n. 1977)
- Carlos Nicolía, hockeista su pista argentino (San Juan, n. 1986)

## Hockeisti su prato(2)
- Carlos del Coso, ex hockeista su prato spagnolo (Madrid, n. 1933)
- Carlos Retegui, ex hockeista su prato e allenatore di hockey su prato argentino (San Fernando, n. 1969)

## Imprenditori(7)
- Carlos Víctor Aramayo, imprenditore boliviano (Parigi, n. 1889 - Parigi, † 1981)
- Carlos Chan, imprenditore e diplomatico filippino (Manila, n. 1942)
- Carlos Espinosa de los Monteros y Bernaldo de Quirós, imprenditore e avvocato spagnolo (Madrid, n. 1944)
- Carlos Ghosn, imprenditore brasiliano (Porto Velho, n. 1954)
- Carlos Slim Helú, imprenditore messicano (Città del Messico, n. 1940)
- Carlos Slim Domit, imprenditore e filantropo messicano (Città del Messico, n. 1967)
- Carlos Tavares, imprenditore e dirigente d'azienda portoghese (Lisbona, n. 1958)

## Ingegneri(2)
- Carlos Moedas, ingegnere, economista e politico portoghese (Beja, n. 1970)
- Carlos de Grunenbergh, ingegnere militare e architetto tedesco (Colonia - † 1696)

## Insegnanti(1)
- Carlos Sommervogel, insegnante francese (Strasburgo, n. 1834 - Parigi, † 1902)

## Lunghisti(1)
- Carlos Calado, ex lunghista, triplista e velocista portoghese (Alcanena, n. 1975)

## Mafiosi(1)
- Carlos Marcello, mafioso italiano (Tunisi, n. 1910 - Metairie, † 1993)

## Maratoneti(1)
- Carlos Lopes, ex maratoneta e mezzofondista portoghese (Vildemoinhos, n. 1947)

## Marciatori(1)
- Carlos Mercenario, ex marciatore messicano (Città del Messico, n. 1967)

## Matematici(1)
- Carlos Kenig, matematico argentino (Buenos Aires, n. 1953)

## Medici(3)
- Carlos Montezuma, medico nativo americano (Arizona, n. 1866 - Arizona, † 1923)
- Carlos Luis Collado Martínez, medico costaricano (San José, n. 1919 - Casalecchio di Reno, † 1944)
- Carlos Finlay, medico e scienziato cubano (Camagüey, n. 1833 - L'Avana, † 1915)

## Mezzofondisti(1)
- Carlos Mayo, mezzofondista spagnolo (Madrid, n. 1995)

## Militari(8)
- Carlos María de Alvear, militare e politico argentino (Santo Ângelo, n. 1789 - Washington, † 1852)
- Carlos Machado de Bittencourt, ufficiale e politico brasiliano (Porto Alegre, n. 1840 - Rio de Janeiro, † 1897)
- Carlos Espinosa de los Monteros y Sagaseta de Ilurdoz, militare e diplomatico spagnolo (Pamplona, n. 1847 - Madrid, † 1928)
- Carlos Hathcock, militare statunitense (Little Rock, n. 1942 - Virginia Beach, † 1999)
- Carlos Ibáñez del Campo, militare e politico cileno (Linares, n. 1877 - Santiago del Cile, † 1960)
- Carlos Soublette, militare e politico venezuelano (La Guaira, n. 1789 - Caracas, † 1870)
- Federico de Brandsen, militare francese (Parigi, n. 1785 - Battaglia di Ituzaingó, † 1827)
- Carlos María de la Torre, militare e politico spagnolo (Siviglia, n. 1809 - Madrid, † 1879)

## Mountain biker(1)
- Carlos Coloma, mountain biker spagnolo (Logroño, n. 1981)

## Multiplisti(1)
- Carlos Chinin, ex multiplista brasiliano (San Paolo, n. 1985)

## Musicisti(5)
- Carlos Dengler, musicista statunitense (New York, n. 1974)
- Carlos Malta, musicista, compositore e polistrumentista brasiliano (Rio de Janeiro, n. 1960)
- Carlos Núñez, musicista spagnolo (Vigo, n. 1971)
- Carlos Paredes, musicista e compositore portoghese (Coimbra, n. 1925 - Lisbona, † 2004)
- Carlos Perón, musicista svizzero (Zurigo, n. 1952)

## Nobili(5)
- Carlos Miguel FitzJames Stuart, XIV duca d'Alba, nobile spagnolo (Madrid, n. 1794 - Sion, † 1835)
- Carlos Juan Fitz-James Stuart, nobile e avvocato spagnolo (Madrid, n. 1948)
- Carlos FitzJames Stuart, XVI duca d'Alba, nobile e diplomatico spagnolo (Madrid, n. 1849 - New York, † 1901)
- Carlos Ometochtzin, nobile azteco († 1539)
- Carlo Maria di Borbone-Spagna, nobile (Lubiana, n. 1848 - Varese, † 1909)

## Nuotatori(5)
- Carlos Castro Feijóo, nuotatore e pallanuotista argentino (n. 1909)
- Carlos D'Ambrosio, nuotatore italiano (Valdagno, n. 2007)
- Carlos Garach, nuotatore spagnolo (Granada, n. 2004)
- Carlos Jayme, nuotatore brasiliano (Goiânia, n. 1980)
- Carlos Peralta Gallego, nuotatore spagnolo (Malaga, n. 1994)

## Paleontologi(1)
- Carlos Ameghino, paleontologo e esploratore argentino (Luján, n. 1865 - † 1936)

## Pallamanisti(1)
- Carlos Prieto, ex pallamanista spagnolo (Mérida, n. 1980)

## Pallanuotisti(2)
- Carlos Falp, pallanuotista spagnolo (Portbou, n. 1913 - Barcellona, † 1982)
- Carlos Martí, pallanuotista spagnolo (Barcellona, n. 1919 - Barcellona, † 1999)

## Pallavolisti(2)
- Carlos Barreto, pallavolista brasiliano (Vinhedo, n. 1994)
- Carlos Fidalgo, pallavolista portoghese (Queluz, n. 1987)

## Pesisti(2)
- Carlos Tobalina, pesista spagnolo (Castro-Urdiales, n. 1985)
- Carlos Véliz, pesista cubano (Holguín, n. 1987)

## Piloti automobilistici(3)
- Carlos Menditeguy, pilota automobilistico argentino (Buenos Aires, n. 1915 - Buenos Aires, † 1973)
- Carlos Reutemann, pilota automobilistico e politico argentino (Santa Fe, n. 1942 - Santa Fe, † 2021)
- Carlos Sainz Jr., pilota automobilistico spagnolo (Madrid, n. 1994)

## Piloti di rally(3)
- Carlos Sainz, pilota di rally spagnolo (Madrid, n. 1962)
- Carlos Sousa, pilota di rally portoghese (Almada, n. 1966)
- Carlos del Barrio, copilota di rally spagnolo (Santander, n. 1968)

## Piloti motociclistici(5)
- Carlos Cardús, pilota motociclistico spagnolo (Barcellona, n. 1959)
- Carlos Checa, pilota motociclistico spagnolo (Sant Fruitós de Bages, n. 1972)
- Carlos Giró, pilota motociclistico spagnolo (Barcellona, n. 1971)
- Carlos Lavado, pilota motociclistico venezuelano (Caracas, n. 1956)
- Carlos Tatay, pilota motociclistico spagnolo (Valencia, n. 2003)

## Pistard(2)
- Carlos Castaño, ex pistard e ciclista su strada spagnolo (Madrid, n. 1979)
- Carlos Torrent, ex pistard spagnolo (Sarrià de Ter, n. 1974)

## Pittori(6)
- Carlos Botelho, pittore e illustratore portoghese (Lisbona, n. 1899 - Lisbona, † 1982)
- Frei Carlos, pittore e religioso portoghese (Lisbona - † 1540)
- Carlos Casagemas, pittore e poeta spagnolo (Barcellona, n. 1880 - Parigi, † 1901)
- Carlos de Haes, pittore spagnolo (Bruxelles, n. 1829 - Madrid, † 1898)
- Carlos Irizarry, pittore e disegnatore portoricano (Porto Rico, n. 1938)
- Carlos Federico Sáez, pittore uruguaiano (Mercedes, n. 1878 - Montevideo, † 1901)

## Poeti(5)
- Carlos Drummond de Andrade, poeta, scrittore e funzionario brasiliano (Itabira, n. 1902 - Rio de Janeiro, † 1987)
- Carlos Fernández Shaw, poeta e scrittore spagnolo (Cadice, n. 1865 - Madrid, † 1911)
- Carlos Guido y Spano, poeta argentino (Buenos Aires, n. 1827 - Buenos Aires, † 1918)
- Carlos Larronde, poeta, drammaturgo e giornalista francese (Rosario, n. 1888 - Montpellier, † 1940)
- Carlos Pellicer, poeta e archeologo messicano (Villahermosa, n. 1897 - Città del Messico, † 1977)

## Presbiteri(3)
- Carlos María Galli, presbitero e teologo argentino (Buenos Aires, n. 1957)
- Carlos Mugica, presbitero e attivista argentino (Buenos Aires, n. 1930 - Buenos Aires, † 1974)
- Carlos Torres Pastorino, presbitero, scrittore e conduttore radiofonico brasiliano (Rio de Janeiro, n. 1910 - Brasilia, † 1980)

## Procuratori sportivi(1)
- Javier López, procuratore sportivo e ex calciatore argentino (Rosario, n. 1980)

## Produttori discografici(1)
- Carlos de la Garza, produttore discografico, polistrumentista e compositore statunitense

## Profumieri(1)
- Carlos Benaim, profumiere marocchino (Tangeri)

## Pugili(10)
- Carlos Banteaux Suárez, pugile cubano (n. 1986)
- Carlos Garcia, ex pugile cubano (n. 1963)
- Carlos Hernández, pugile venezuelano (Caracas, n. 1939 - Caracas, † 2016)
- Carlos Lucas, pugile cileno (Villarrica, n. 1930 - Villarrica, † 2022)
- Carlos Monzón, pugile e attore argentino (San Javier, n. 1942 - Los Cerrillos, † 1995)
- Carlos Ortiz, pugile portoricano (Ponce, n. 1936 - New York, † 2022)
- Carlos Palomino, ex pugile e attore messicano (San Luis Río Colorado, n. 1949)
- Carlos Quintana, pugile portoricano (Moca, n. 1976)
- Carlos Wilfredo Vilches, pugile argentino (San Rafael, n. 1976)
- Carlos Zárate Serna, ex pugile messicano (Città del Messico, n. 1951)

## Rapper(3)
- Cruz Cafuné, rapper spagnolo (Tacoronte, n. 1993)
- Saint Jhn, rapper, cantautore e produttore discografico statunitense (Brooklyn, n. 1986)
- Shawty Lo, rapper statunitense (Atlanta, n. 1976 - Atlanta, † 2016)

## Registi(16)
- Carlos Ameglio, regista e sceneggiatore uruguaiano (Montevideo, n. 1965)
- Carlos Atanes, regista, sceneggiatore e drammaturgo spagnolo (Barcellona, n. 1971)
- Carlos F. Borcosque, regista e sceneggiatore cileno (Valparaíso, n. 1894 - Buenos Aires, † 1965)
- Carlos Carrera, regista messicano (Città del Messico, n. 1962)
- Carlos Casas, regista cinematografico spagnolo (Barcellona, n. 1974)
- Carlos Ceacero, regista, sceneggiatore e scrittore spagnolo (Úbeda, n. 1978)
- Carlos Hugo Christensen, regista argentino (Santiago del Estero, n. 1914 - Rio de Janeiro, † 1999)
- Carlos Cuarón, regista e sceneggiatore messicano (Città del Messico, n. 1966)
- Carlos Diegues, regista, sceneggiatore e produttore cinematografico brasiliano (Maceió, n. 1940 - Rio de Janeiro, † 2025)
- Carlos Gaviria, regista colombiano (Bogotà, n. 1956)
- Carlos Marqués-Marcet, regista, sceneggiatore e montatore spagnolo (Barcellona, n. 1983)
- Carlos Reygadas, regista, sceneggiatore e produttore cinematografico messicano (Città del Messico, n. 1971)
- Carlos Saldanha, regista brasiliano (Rio de Janeiro, n. 1965)
- Carlos Saura, regista spagnolo (Huesca, n. 1932 - Madrid, † 2023)
- Carlos Sorín, regista e sceneggiatore argentino (Buenos Aires, n. 1944)
- Carlos Vermut, regista, sceneggiatore e fumettista spagnolo (Madrid, n. 1980)

## Registi teatrali(1)
- Carlos Branca, regista teatrale e attore argentino (Buenos Aires, n. 1962)

## Rivoluzionari(1)
- Carlos Manuel de Céspedes, rivoluzionario cubano (Bayamo, n. 1819 - Sierra Maestra, † 1874)

## Rugbisti a 15(4)
- Rodolfo Ambrosio, ex rugbista a 15, allenatore di rugby a 15 e dirigente sportivo argentino (Córdoba, n. 1961)
- Ignacio Fernández Lobbe, ex rugbista a 15 e allenatore di rugby a 15 argentino (Buenos Aires, n. 1974)
- Carlos Nieto, ex rugbista a 15 italiano (La Plata, n. 1976)
- Carlos Spencer, ex rugbista a 15 e allenatore di rugby a 15 neozelandese (Levin, n. 1975)

## Saggisti(1)
- Carlos Altamirano, saggista e sociologo argentino (n. 1939)

## Sassofonisti(2)
- Don Byas, sassofonista statunitense (Muskogee, n. 1912 - Amsterdam, † 1972)
- Carlos Garnett, sassofonista panamense (Panama, n. 1938 - † 2023)

## Scacchisti(5)
- Carlos Bielicki, scacchista argentino (n. 1940 - † 2024)
- Carlos Dávila, scacchista nicaraguense (Managua, n. 1971)
- Carlos García Palermo, scacchista argentino (La Plata, n. 1953)
- Carlos Guimard, scacchista argentino (Santiago del Estero, n. 1913 - † 1998)
- Carlos Torre Repetto, scacchista messicano (Mérida, n. 1905 - Mérida, † 1978)

## Sceneggiatori(2)
- Carlos Blanco Hernández, sceneggiatore spagnolo (Gijón, n. 1917 - Madrid, † 2013)
- Carlos A. Petit, sceneggiatore argentino (n. 1913 - Buenos Aires, † 1993)

## Schermidori(10)
- Carlos Bravo, schermidore venezuelano (Caracas, n. 1973)
- Carlos Calderón, ex schermidore messicano (Città del Messico, n. 1947)
- Carlos de Candamo, schermidore, rugbista a 15 e tennista peruviano (Londra, n. 1871 - Parigi, † 1946)
- Carlos Enrique Carrasquilla, ex schermidore colombiano (n. 1970)
- Carlos Couto, schermidore brasiliano (Guanabara, n. 1930 - Rio de Janeiro, † 1999)
- Carlos Lamar, schermidore cubano (Matanzas, n. 1908)
- Carlos Llavador, schermidore spagnolo (Madrid, n. 1992)
- Carlos Pedroso, schermidore cubano (L'Avana, n. 1967 - Cienfuegos, † 2024)
- Carlos Pineda, ex schermidore venezuelano (n. 1977)
- Carlos Rodríguez, schermidore venezuelano (n. 1978)

## Sciatori alpini(1)
- Carlos Font, ex sciatore alpino andorrano (n. 1960)

## Scrittori(16)
- Carlos Alvarado Quesada, scrittore e politico costaricano (San José, n. 1980)
- Carlos Baliño, scrittore e politico cubano (Guanajay, n. 1848 - L'Avana, † 1926)
- Carlos Busqued, scrittore argentino (Presidencia Roque Sáenz Peña, n. 1970 - Buenos Aires, † 2021)
- Carlos Castaneda, scrittore peruviano (Cajamarca, n. 1925 - Los Angeles, † 1998)
- Carlos Franqui, scrittore, poeta e giornalista cubano (Cifuentes, n. 1921 - San Juan, † 2010)
- Carlos Fuentes, scrittore, saggista e sceneggiatore messicano (Panama, n. 1928 - Città del Messico, † 2012)
- Carlos Liscano, scrittore uruguaiano (Montevideo, n. 1949 - Montevideo, † 2023)
- Carlos Dámaso Martínez, scrittore, saggista e sceneggiatore argentino (Argentina)
- Carlos Alberto Montaner, scrittore e giornalista cubano (L'Avana, n. 1943 - Madrid, † 2023)
- Carlos Montemayor, scrittore e attivista messicano (Parral, n. 1947 - Città del Messico, † 2010)
- Carlos Eduardo Novaes, scrittore, commediografo e autore televisivo brasiliano (Rio de Janeiro, n. 1940)
- Carlos Pintado, scrittore cubano (L'Avana, n. 1974)
- Carlos Ruiz Zafón, scrittore spagnolo (Barcellona, n. 1964 - Los Angeles, † 2020)
- Carlos Augusto Salaverry, scrittore peruviano (Piura, n. 1830 - Parigi, † 1891)
- Carlos Salem, scrittore, drammaturgo e giornalista argentino (Buenos Aires, n. 1959)
- Carlos Zanón, scrittore e poeta spagnolo (Barcellona, n. 1966)

## Scultori(1)
- Carlos Regazzoni, scultore e pittore argentino (Comodoro Rivadavia, n. 1943 - Buenos Aires, † 2020)

## Sollevatori(1)
- Carlos Berna González, ex sollevatore colombiano (Carepa, n. 1990)

## Stilisti(1)
- Carlos Miele, stilista brasiliano

## Tennisti(7)
- Carlos Alcaraz, tennista spagnolo (Murcia, n. 2003)
- Carlos Di Laura, ex tennista peruviano (Lima, n. 1964)
- Carlos Alberto Fernandes, ex tennista brasiliano (San Paolo, n. 1936)
- Carlos Gómez-Herrera, tennista spagnolo (Marbella, n. 1990)
- Carlos Kirmayr, ex tennista brasiliano (San Paolo, n. 1950)
- Carlos Salamanca, ex tennista colombiano (Bogotà, n. 1983)
- Carlos Taberner, tennista spagnolo (Valencia, n. 1997)

## Tenori(1)
- Carlos Cosías, tenore spagnolo (Barcellona)

## Tiratori a segno(1)
- Carlos Enrique Díaz Sáenz Valiente, tiratore a segno e pilota automobilistico argentino (Mar del Plata, n. 1917 - Atos Pampa, † 1956)

## Tuffatori(5)
- Carlos Camacho, tuffatore spagnolo (n. 2000)
- Carlos Gimeno, tuffatore spagnolo (Las Palmas de Gran Canaria, n. 1989)
- Carlos Girón Gutiérrez, tuffatore messicano (Mexicali, n. 1954 - Città del Messico, † 2020)
- Carlos Ramos, tuffatore cubano (n. 2003)
- Joel Rodríguez, tuffatore messicano (n. 1974)

## Velisti(1)
- Carlos Espínola, velista argentino (Corrientes, n. 1971)

## Vescovi cattolici(11)
- Carlos Marcio Camus Larenas, vescovo cattolico cileno (Valparaíso, n. 1927 - Santiago, † 2014)
- Carlos María Collazzi Irazábal, vescovo cattolico uruguaiano (Rosario, n. 1947)
- Carlos Duarte Costa, vescovo cattolico brasiliano (Rio de Janeiro, n. 1888 - Rio de Janeiro, † 1961)
- Carlos Rômulo Gonçalves e Silva, vescovo cattolico brasiliano (Piratini, n. 1969)
- Carlos Enrique Herrera Gutiérrez, vescovo cattolico nicaraguense (Managua, n. 1948)
- Carlos López Hernández, vescovo cattolico spagnolo (Papatrigo, n. 1945)
- Carlos Eduardo Pellegrín Barrera, vescovo cattolico cileno (Santiago del Cile, n. 1958)
- Carlos José Tissera, vescovo cattolico argentino (Río Cuarto, n. 1951)
- Carlos Filipe Ximenes Belo, vescovo cattolico est-timorese (Wailakama, n. 1948)
- Carlos Pedro Zilli, vescovo cattolico e missionario brasiliano (Santa Cruz do Rio Pardo, n. 1954 - Prabis, † 2021)
- Carlos Alberto de Pinho Moreira Azevedo, vescovo cattolico portoghese (Milheirós de Poiares, n. 1953)

## Violinisti(1)
- Carlos Zíngaro, violinista portoghese (Lisbona, n. 1948)

## Wrestler(3)
- Axiom, wrestler spagnolo (Madrid, n. 1997)
- Carlito, wrestler portoricano (San Juan, n. 1979)
- Carlos Colón, ex wrestler portoricano (Santa Isabel, n. 1948)

## Senza attività specificata(5)
- Carlos Garcia Knight, ex snowboarder neozelandese (Christchurch, n. 1997)
- Carlos Oquendo, ciclista di BMX colombiano (n. 1987)
- Carlos Ramírez, ciclista di BMX colombiano (n. 1994)
- Carlos de Sigüenza y Góngora, messicano (n. 1645 - † 1700)
- Carlos Alberto Velázquez, ex pentatleta e ex schermidore argentino (n. 1925)